# Botella imposible

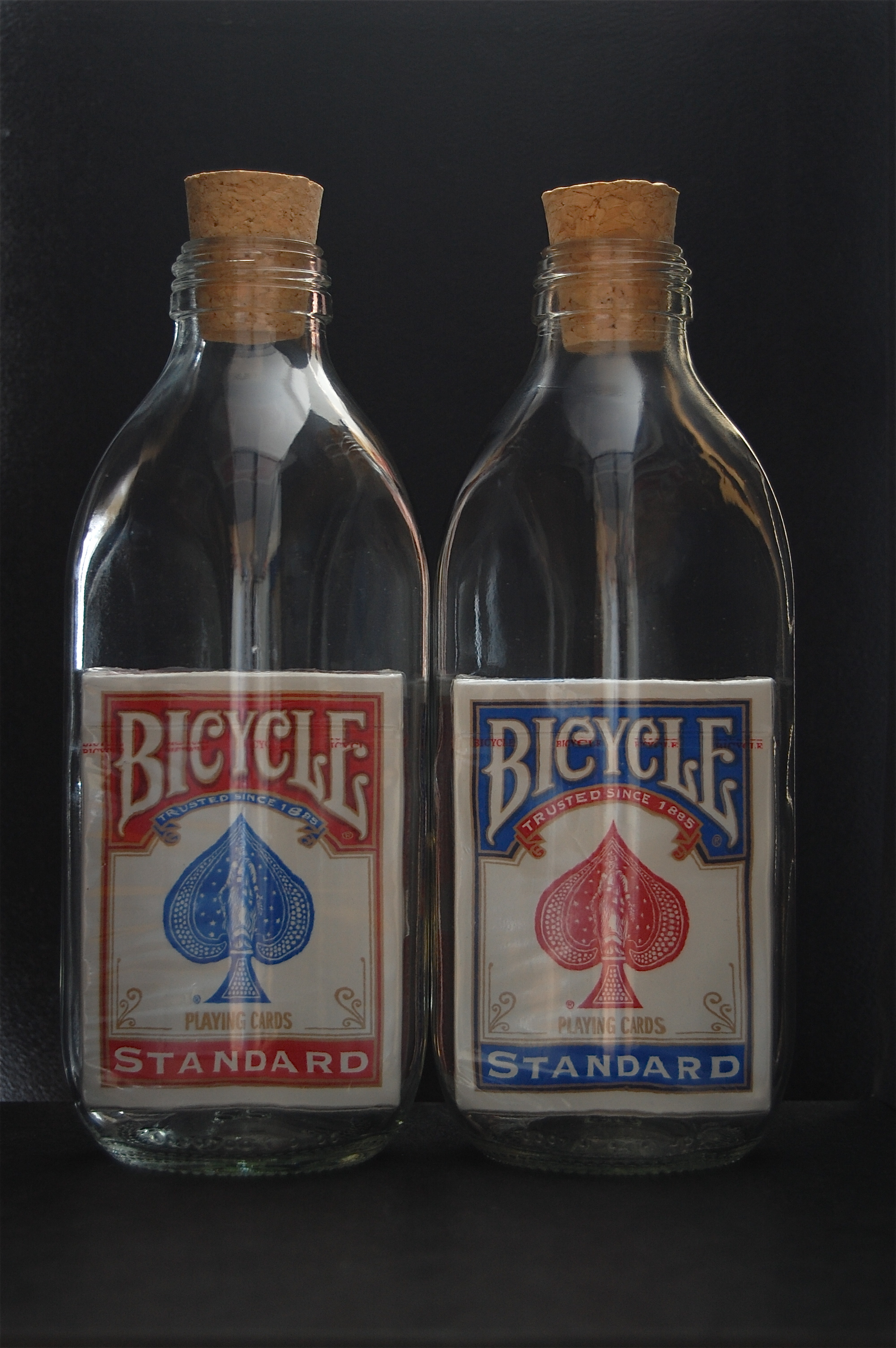
Barajas de naipes Bicycle selladas dentro de botellas de vidrio

Una botella imposible es una botella que contiene un artefacto que visualmente no parece caber a través del cuello de esta.
El barco dentro de una botella es uno de los ejemplos más tradicionales e icónicos de botellas imposibles. Otros ejemplos de objetos también utilizados suelen ser frutas, cajas de fósforos, barajas, pelotas de tenis o ráquetbol, cubos de Rubik, candados, nudos de cuerdas y tijeras. Todos estos pueden ser insertados dentro de la botella mediante diversos mecanismos que incluyen la construcción del objeto dentro de la botella a partir de pequeñas partes, el uso de algún tipo de objeto pequeño que se expanda dentro de la botella, o el moldeado del vidrio alrededor de este.

## Barco dentro de una botella

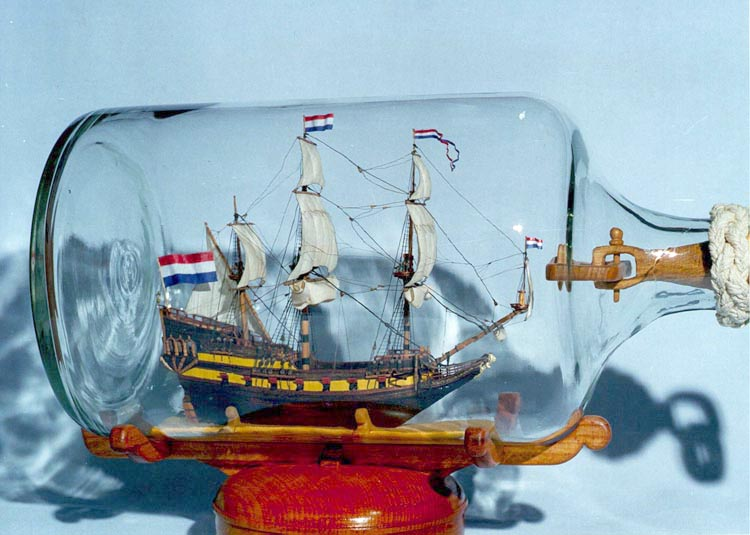
Barco en una botella

Existen dos maneras en las que se puede colocar un modelo de barco dentro de una botella. La manera más sencilla es manipulando los mástiles del barco y elevarlos cuando el barco esté dentro. Tanto el mástil como las velas son construidas de manera separada y posteriormente unidas al casco del barco mediante bisagras, de tal manera que los mástiles queden recostados sobre la cubierta. Después de eso, el barco es situado dentro de la botella y los mástiles son doblegados utilizando las bisagras. El casco del barco debe tener el tamaño suficiente para caber dentro después de desplegados los mástiles. Las botellas con distorsiones y tintas menos notorias son elegidas frecuentemente para disimular los pequeños detalles del barco, tales como las bisagras de los mástiles. Alternativamente, es posible construir el barco completo dentro de la botella mediante el uso de herramientas especializadas lo suficientemente largas.
Con la excepción de un modelo neerlandés de principios del siglo XIX, los barcos en botellas parecen datar de los años posteriores a 1860. Esto puede deberse a la introducción de las botellas producidas en masa con vidrios más transparentes.
Una colección importante de barcos dentro de botellas es la colección Dashwood-Howard que posee el Museo Marítimo de Merseyside.

## Pequeños objetos expansibles
Una de las variaciones de la botella imposible se aprovecha de la capacidad de las piñas para aumentar sus tamaños cuando se secan. Durante la construcción de la pieza, se inserta una piña húmeda de un tamaño adecuado a través de una botella de cuello estrecho y posteriormente es secada dentro de la botella.
Las frutas y vegetales dentro de botellas son cultivadas al rodear los frutos con la botella y después unirla a la planta. La fruta crece entonces hasta su tamaño óptimo dentro de la botella. Esta técnica se utiliza para insertar peras en las botellas de aguardiente de pera.

## Moneda dentro de una botella
Una moneda estadounidense de un centavo sellada dentro de una botella es un recuerdo común. Son producidas en masa utilizando técnicas de soplado de vidrio, al colocar una moneda al fondo de un vaso de vidrio semi fundido y después remodelar el extremo abierto a un cuello estrecho, completando de esta manera la botella. Los objetos no metálicos deben ser protegidos del vidrio caliente para evitar quemaduras, por ejemplo, con tela a prueba de fuego.